# Кралево (област Хасково)
 За другото българско село вижте Кралево (Област Търговище).  
Кралево е село в Южна България. То се намира в община Стамболово, област Хасково.